# Mareks Mejeris
Mareks Mejeris (nacido el 02 de septiembre de 1991 en Liepaja, Letonia) es un jugador de baloncesto letón. Con 2.07 de estatura, su puesto natural en la cancha es el de alero. Actualmente juega en el Hapoel Jerusalem B.C. de la Ligat ha'Al.

## Trayectoria
El ala-pivot letón llegó al baloncesto español al Club Baloncesto Clavijo tras su brillante actuación en el Europeo sub-20 procedentes del BK Liepājas lauvas  de su país natal, teniendo un difícil primer año de aclimatación (campaña 2010-2011), en el que sólo promedió 3,2 puntos y 2 rebotes en 11 minutos de media por partido.
En la temporada 2012-13 sus números (9,3 puntos, 5,5 rebotes y 0,7 tapones en 24 minutos) y mostró parte de su enorme talento, llegaron a interesarse por él clubes de la NBA.
En junio de 2013 realizó varios workouts con diversas franquicias de la competición norteamericana, como Detroit Pistons, Memphis Grizzlies o Los Angeles Lakers, interesados en ver in situ sus condiciones físicas y técnicas.
En agosto de 2013 el Baloncesto Fuenlabrada ficha al pívot letón de 2.07 metros de altura por 4 temporadas, y que durante las dos últimas temporadas ha despuntado en el Club Baloncesto Clavijo de la Adecco Oro.
En febrero de 2014 es cedido al Autocid Ford Burgos de la Adecco Oro.
En verano de 2014, regresa a su país para jugar durante dos temporadas en el VEF Riga.
En la temporada 2016-17, firma por el Élan Sportif Chalonnais de la LNB Pro A.
En 2017, vuelve a regresar al VEF Riga, en el que permanece otras dos temporadas.
En verano de 2019, firma por el Parma Basket de la VTB League, donde jugaría durante dos temporadas y media.
El 9 de marzo de 2022, firma por el Victoria Libertas Pesaro de la Lega Basket Serie A
El 4 de agosto de 2022 fichó por el Hapoel Jerusalem B.C. de la Ligat ha'Al israelí.

## Internacionalidad
Disputó con la selección báltica el Eurobasket de Lituania de 2011, tras destacar ese mismo año en el Campeonato de Europa sub-20 disputado en Bilbao.
En 2013 con la selección de su país, dirigido por Ainars Bagatskis, disputaría el Eurobasket de Eslovenia.